# Lewisia rediviva
Espèce
Lewisia rediviva est une espèce de plantes de la famille des Montiacées originaire d'Amérique du Nord.
Elle est la fleur officielle de l'État du Montana aux États-Unis depuis 1895.